# Мадрид (Нью-Мексико)
Мадрид (англ. Madrid) — переписна місцевість (CDP) в США, в окрузі Санта-Фе штату Нью-Мексико. Населення — 247 осіб (2020).

## Географія
Мадрид розташований за координатами 35°24′12″ пн. ш. 106°9′14″ зх. д. / 35.40333° пн. ш. 106.15389° зх. д. (35.403259, -106.153788).  За даними Бюро перепису населення США в 2010 році переписна місцевість мала площу 3,60 км², уся площа — суходіл.

## Демографія
Згідно з переписом 2010 року, у переписній місцевості мешкали 204 особи в 134 домогосподарствах у складі 33 родин. Густота населення становила 57 осіб/км².  Було 167 помешкань (46/км²).
Расовий склад населення:
| - 96,1 % — білих - 0,5 % — азіатів |

До двох чи більше рас належало 2,9 %. Частка іспаномовних становила 3,4 % від усіх жителів.
За віковим діапазоном населення розподілялося таким чином: 7,4 % — особи молодші 18 років, 82,8 % — особи у віці 18—64 років, 9,8 % — особи у віці 65 років та старші. Медіана віку мешканця становила 47,6 року. На 100 осіб жіночої статі у переписній місцевості припадало 102,0 чоловіків;  на 100 жінок у віці від 18 років та старших — 107,7 чоловіків також старших 18 років.
Цивільне працевлаштоване населення становило 128 осіб. Основні галузі зайнятості: мистецтво, розваги та відпочинок — 30,5 %, роздрібна торгівля — 22,7 %, будівництво — 13,3 %, науковці, спеціалісти, менеджери — 11,7 %.